# Ari Ichihashi
Ari Ichihashi (市橋 有里?, Ichihashi Ari; Naruto, 22 novembre 1977) è una maratoneta giapponese.